# 江锦荣
江锦荣（1968年6月28日—），又名太保或Turbo，香港藝人。他原來是一位廚師，後來結識了一班香港的電影工作者，因而被邀請在電影中客串。

## 作品列表
根據imdb，江锦荣有在下列13部中外電影裡演出：
1. 金枝玉葉2 飾 Bit
2. 新上海灘